# Camille Roqueplan

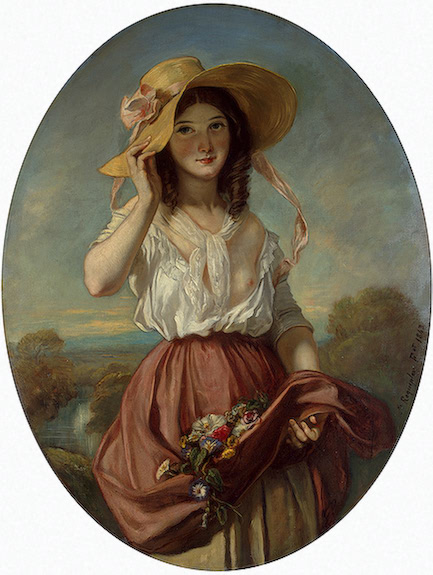
Dziewczyna z kwiatami, 1843

Camille Roqueplan (ur. 18 lutego 1802 w Mallemort, zm. 30 września 1855 w Paryżu) – francuski malarz i litograf.
Był uczniem Antoine-Jean Grosa.
Malował krajobrazy, widoki morskie w duchu naturalistycznym, portrety, pejzaże, tematy historyczne i sceny rodzajowe, posługiwał techniką olejną i akwarelą, tworzył także litografie. W latach 1834–1837 malował sceny batalistyczne, w 1841 zdobił sufit biblioteki w Pałacu Luksemburskim. Wystawiał systematycznie w paryskim Salonie od 1822 do śmierci. Na jego twórczość wpływ miało malarstwo weneckie i holenderskie XVIII w.
Główne dzieła: „Studnia w Pirenejach”, „Bitwa pod Rocoux”.

## Wybrane prace
- Bataille d’Elchingen. 15 octobre 1805, Musée national du château et des Trianons de Versailles
- Bataille de Rocoux. 11 octobre 1746, Musée national du château et des Trianons de Versailles
- Chantilly au XVIII, goûter dans le parc, Musée Condé de Chantilly
- Feu d’artifice à Fontainebleau, à l’occasion du mariage du duc de chartres (1810-1842), en 1837, Musée Condé de Chantilly
- François Jean, marquis de Chastellux, maréchal de France (1734-1788), Musée national du château et des Trianons de Versailles
- Jeune Fille à la chèvre, Muzeum Lambinet
- La Diligence en danger, Musée du Louvre département des Arts graphiques de Paris
- La Fontaine du grand figuier dans les Pyrénées, Musée des beaux-arts de Marseille
- La Masure, Musée Magnin de Dijon
- La Mort de Manon Lescaut, Musée du Louvre département des Arts graphiques de Paris
- La Rencontre, Musée des beaux-arts de Marseille
- Le Moulin à eau, Musée de Dijon
- Le Passage du Danube par le maréchal Ney, Musée national du château et des Trianons de Versailles
- Marine. Vue prise sur les côtes de Normandie, Musée national du château de Fontainebleau
- Paysage, Musée des beaux-arts de Lille
- Petites Italiennes dans la campagne romaine, Musée Magnin de Dijon
- Scène champêtre: toilette printanière, Musée Grobet-Labadié w Marsylii
- Valentine et Raoul, Bordeaux
- Vue du val fleuri, Musée Condé de Chantilly